# 延岡大空襲
延岡大空襲（のべおかだいくうしゅう）とは、第二次世界大戦（太平洋戦争）末期に宮崎県北部の延岡市で行われたアメリカ軍による空襲。
1945年（昭和20年）6月29日未明にアメリカ軍の焼夷弾による空襲を受け、死者130人、被災戸数3765戸という大惨事に見舞われた。

## 概要
1945年（昭和20年）6月28日夜にマリアナ諸島グアムの飛行場を飛び立ったアメリカ陸軍第20航空軍（20AF）第21爆撃兵団（XXIBC）所属 第314爆撃団（第314航空爆撃団）4グループが爆撃を行った。
この日、延岡、岡山、佐世保、門司の4つの都市が同時に焼夷弾による攻撃を受けた。
B-29爆撃機は硫黄島を経由し、四国にある沖ノ島（高知県宿毛市沖の島町弘瀬）をIP（爆撃起点）として延岡市街地へ侵攻、搭載されていたレーダー装置で目標を定め焼夷弾を投下した。爆撃は91分間行われた。
B-29爆撃機117機は投下後、左旋回して海上へ、硫黄島上空を経由して基地へ帰還した。
延岡市街地のおよそ36％が爆撃の被害を受けた。死者130人、被災戸数3765戸という大惨事となった。
延岡市は、当時世界でも屈指の大工場であった日本窒素化学工業株式会社（現旭化成株式会社）があり、総合化学工業地帯として発展を遂げていた。しかし第二次世界大戦突入後は、人絹設備（人造絹糸・レーヨン）部門は強制供出にあい、火薬部門および硝酸部門は海軍の管理工場として活用され、軍用火薬の製造を行っていた。
アメリカは延岡市（1940年の延岡の人口は80,000人）を日本で最も重要な軍用爆薬生産の中心地の1つであると考え、その都市の範囲内に爆薬とそのための基礎化学物質を生産する4つのプラントがあり、 旭化成ベンベルグ銅アンモニア工場は、大量のピクリン酸と発煙硫酸を生産していると考えていた。

## 慰霊
1978年（昭和53年）、空襲犠牲者の遺族や被災者らが市民に呼びかけ今山公園に延岡空襲殉難碑が建立された。毎年大空襲のあった6月29日に、ここで慰霊祭が行なわれている。
- 大空襲前後の空襲による死者も合わせ320人の霊が祭られている[5]。
- 延岡市立延岡中学校には、延岡大空襲によって殉職されたカナダ出身の栗田彰子先生の碑が建立され、毎年6月29日の命日に慰霊祭が行われている[7]。
- 延岡市は6月29日を「延岡空襲の日」とし、空襲の犠牲者へ哀悼の意を表し、平和を祈念して10時に黙とうを行っている[8]。

## 関連事項
- 岡山大空襲
- 佐世保大空襲
- 焼夷弾
- 門司の歴史　戦前から太平洋戦争　戦災
- 上岡龍太郎　幼少期に京都から延岡へ疎開していた。